# Вулиця Володимира Винниченка (Одеса)
Вулиця Володимира Винниченка — вулиця в місті Одеса, місцевість Слобідка. Пролягає від площі Молоді до вулиці Віталія Нестеренка.
Прилучаються вулиці Бехтерова, Кривобалківська, Усатовська, Нерубайська, Вітрогінна, Гаріна, Крилова, Трусовська, Ломоносова, Саші Хорошенка, Яши Гордієнка та Матюшенка.

## Історія
Вулиця виникла у початку 1930-х років під назвою Слобідська. У 1973 році вулиця названа на честь українсько-російського учасника Російсько-Турецької війни Пилипа Самбурова (1768—1826). Сучасна назва — з 2012 року на честь Володимира Винниченка.